# Amonijev železov(II) sulfat
Amonijev železov(II) sulfat ali Mohrova sol je anorganska spojina s formulo (NH4)2Fe(SO4)2•6H2O. Sol vsebuje dva različna kationa, Fe2+ in  NH+
4, zato se obravnava kot dvojna sol železovega(II) sulfata in amonijevega sulfata. Spojina je pogost laboratorijski reagent. V vodni raztopini se obnaša podobno kot drugi ferosulfati in tvori vodni kompleks, ki ima oktaedrično molekularno geometrijo.
Spojina spada v skupino dvojnih sulfatov, znanih tudi kot šeniti ali Tuttonove soli s splošno formulo M2N(SO4)2•6H2O, ki kristalizirajo v monoklinskih kristalih.
Mohrova sol je dobila ime po nemškem kemiku Karlu Friedrichu Mohru (1806–1879), ki je v 19. stoletju uvedel mnogo pomembnih izboljšav v metodologijo titracij. 

## Uporaba
V analizni kemiji se uporablja za titracije, za katere je bolj primeren kot železov(II) sulfat, ker je manj nagnjen k oksidaciji s kisikom iz zraka. Oksidacija Fe2+ v Fe3+ je zelo odvisna od pH in poteka veliko laže pri visokih pH. Amonijevi ioni iz Mohrove soli raztopino rahlo nakisajo in s tem upočasnijo proces oksidacije. Raztopini se v ta namen običajno doda tudi nekaj žveplove kisline. 
Amonijev železov(II) sulfat se uporablja v Frickejevih dozimetrih za merjenje velikih doz gama sevanja.

## Priprava
Mohrova sol se pripravlja z raztapljanjem ekvimolarnih količin železovega(II) sulfata heptahidrata (FeSO4•7H2O) in amonijevega sulfata v vodi, rahlo nakisani z žveplovo kislino. Dvojna sol nastane s kristalizacijo iz tako pripravljene raztopine. Kristali soli so modro zelene barve.

## Nečistoče
Standardna Mohrova sol mora biti najmanj 99 %. Pred uporabo v titraciji se mora rekristalizirati, filtrirati, izprati in posušiti. Med  najpogostejšimi nečistočami so  Mg, Mn, Ni, Pb in Zn. 